# Flügelhorn
Das Flügelhorn ist das Sopraninstrument aus der Blechblasinstrumentenfamilie der Bügelhörner. In Bauform, Stimmung und Tonumfang ist es der Trompete vergleichbar, allerdings hat es abweichend von dieser ein überwiegend konisches Rohr, eine weitere Mensur und üblicherweise ein Trichtermundstück mit einem tiefen Kessel. (Auch bei Trichtermundstücken spricht man von einem Kessel, obwohl er keine U- sondern eine V-Form hat.) Es wird in B (selten in C) notiert. Das Flügelhorn in B ist ein transponierendes Instrument, denn es klingt eine große Sekunde tiefer, als es in der Notenschrift notiert wird.

## Ursprung und Geschichte
Das Flügelhorn hat seinen Ursprung im Signalhorn. Es wurde etwa gleichzeitig mit der Trompete mit Ventilen ausgestattet (erster Beleg: kgl. bayerisches Privileg für ein chromatisches Flügelhorn für Michael Saurle d. Ä. München 1832). Davor gab es das 1810 von Joseph Halliday erfundene Klappenhorn. Bereits im 18. Jahrhundert bezeichnete „Flügelhorn“ das Instrument des Flügelmeisters, der die Funktion hatte, mit seinen Signalen die verschiedenen Flügel einer Jagdgesellschaft zu koordinieren. Gleichzeitig wurde es wohl auch in der Marschkompanie des Militärs als Signalinstrument verwendet. Dadurch kam es dann auch zur Verwendung in Militär- und Marschkapellen, wo es am linken Flügel vor den Bass-Flügelhörnern (Tenorhörner) aufgestellt wurde. Zusammen mit dem Alt-, Tenor- und Baritonhorn sorgt das Instrument in Militärorchestern für mehr Klangbreite. Heute wird es im Blasorchester, als melodieführendes Instrument, im Jazz (solistisch und Bigband) und vereinzelt in der Kunstmusik (z. B. bei Igor Strawinsky und Ralph Vaughan Williams) eingesetzt. Das Flügelhorn wurde auch schon für die Kammermusik im 19. Jahrhundert genutzt.

## Besonderheiten

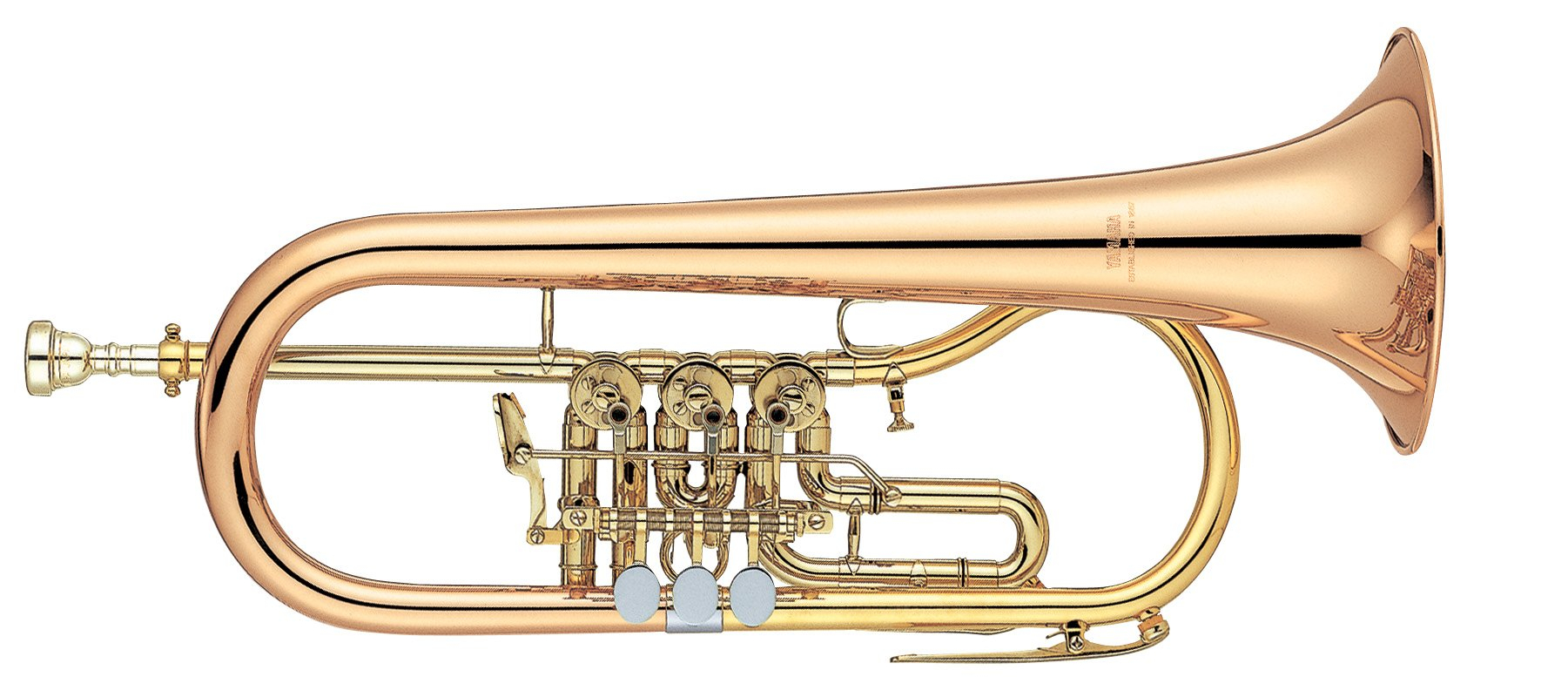
Flügelhorn mit Drehventilen („Konzertflügelhorn“)

Aufgrund der konischen Mensur ist es schwieriger als bei der Trompete, einen Stimmzug einzubauen. Dieser wird deshalb üblicherweise durch ein verschiebbares, mit einer Klemme fixiertes Stimmrohr direkt nach dem Mundstück realisiert. Der Klang des Flügelhorns ist weicher als der der Trompete. Man unterscheidet zwischen dem (trivial benannten) Jazz-Flügelhorn mit Périnet-Ventilen und dem Flügelhorn in deutscher Bauart mit Drehventilen (auch Konzertflügelhorn genannt), welches hauptsächlich für traditionelle Blasmusik verwendet wird. Konzertflügelhörner gibt es in böhmischer (sehr weiter) und mährischer (etwas engerer) Mensur, die teilweise mit Trompetenmundstück gespielt werden, was einen schärferen Klang zur Folge hat. Das so genannte Kuhlo-Flügelhorn ist nahezu kreisrund gewunden, hat ein sehr kurzes weites Mundrohr, ist relativ eng mensuriert und mit einem gewöhnlichen Stimmzug ausgestattet.
Eine spezielle Bauart sind Flügelhörner mit einem vierten Ventil mit dem Intervall einer Quarte, dem so genannten Quartventil, das ebenso an Konzertposaunen und Piccolotrompeten eingebaut wird. Da die Ventile im ersten Drittel des Hauptrohres untergebracht sind (bei den Trompeten genau in der Mitte) und der Schallbecher danach besonders lang und von Anfang an konisch ist, ist es möglich, bei guter Übung und Vorbereitung den ersten Naturton sämtlicher Ventilkombinationen anzublasen und musikalisch zu nutzen. Dieser ist für die Trompete aufgrund der aufgezählten Konstruktionsunterschiede nicht spielbar. Das Quartventil dient vor allem dazu, die Lücke zwischen dem regulär tiefsten Ton beim Drücken aller drei Ventile (Tonumfang siehe oben) und dem ersten Naturton ohne gedrückte Ventile zu schließen. Hierdurch kann der Tonumfang eines Flügelhorns mit Quartventil um eine ganze Oktave nach unten erweitert werden, denn es sind dann auch Töne unterhalb des ersten Naturtons der Hauptrohrlänge (ohne gegriffene Ventile) möglich. Alle diese Töne müssen aber kultiviert werden, weil sie sehr schlecht ansprechen, weit außerhalb des regulären Trompetenregisters liegen und deshalb dem changierenden Trompeter völlig fremd sind. Das Mundstück muss diesen Ansprüchen entsprechend ausgesucht werden. Im tieferen Tonbereich eines solchen Flügelhorns können physikalisch bedingte Intonationsabweichungen ausgeglichen werden. Beispielsweise ist das notierte Fis (klingend E) mit den Ventilen 1-2-3 erheblich zu hoch, mit Quartventil und 2–4 näherungsweise stimmend.
Bauliche Unterschiede gibt es bei Flügelhörnern im Mundstückschaft-Mundrohrbereich:
- Der Amerikanische Mundstückschaft ist sehr eng, das nachfolgende Mundrohr ebenso.
- Der Deutsche Mundstückschaft ist mittelweit und im Mundrohr weiter.
- Das Flügelhornmundstück mit Trompetenschaft ist weit, das Mundrohr dementsprechend auch und nicht konisch.

Auch die Schallstückdurchmesser variieren zwischen 130 und 170 mm.

## Bilder

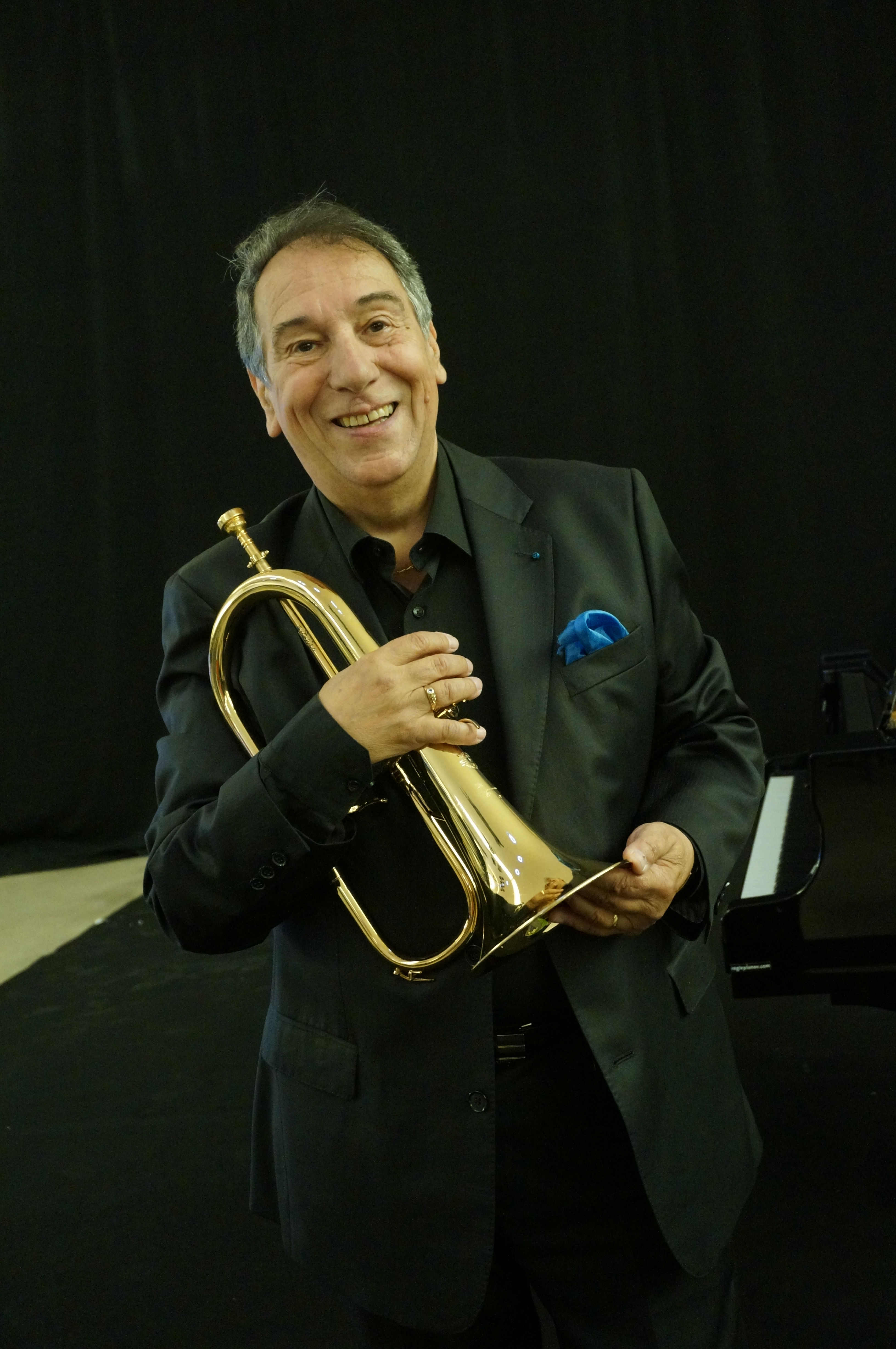
Guy Touvron spielt neben der Trompete auch das Flügelhorn
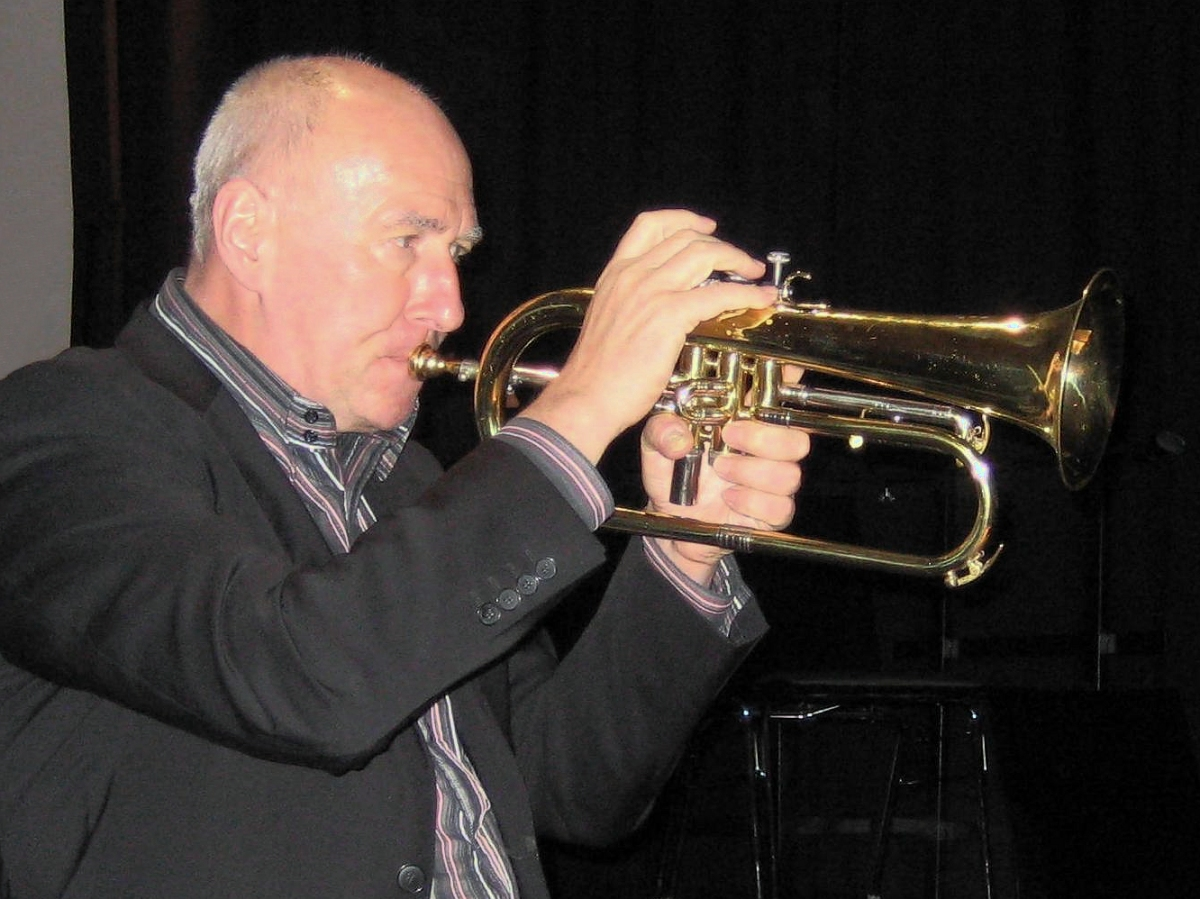
Uli Beckerhoff bei einer Konzertlesung 2009 mit Flügelhorn
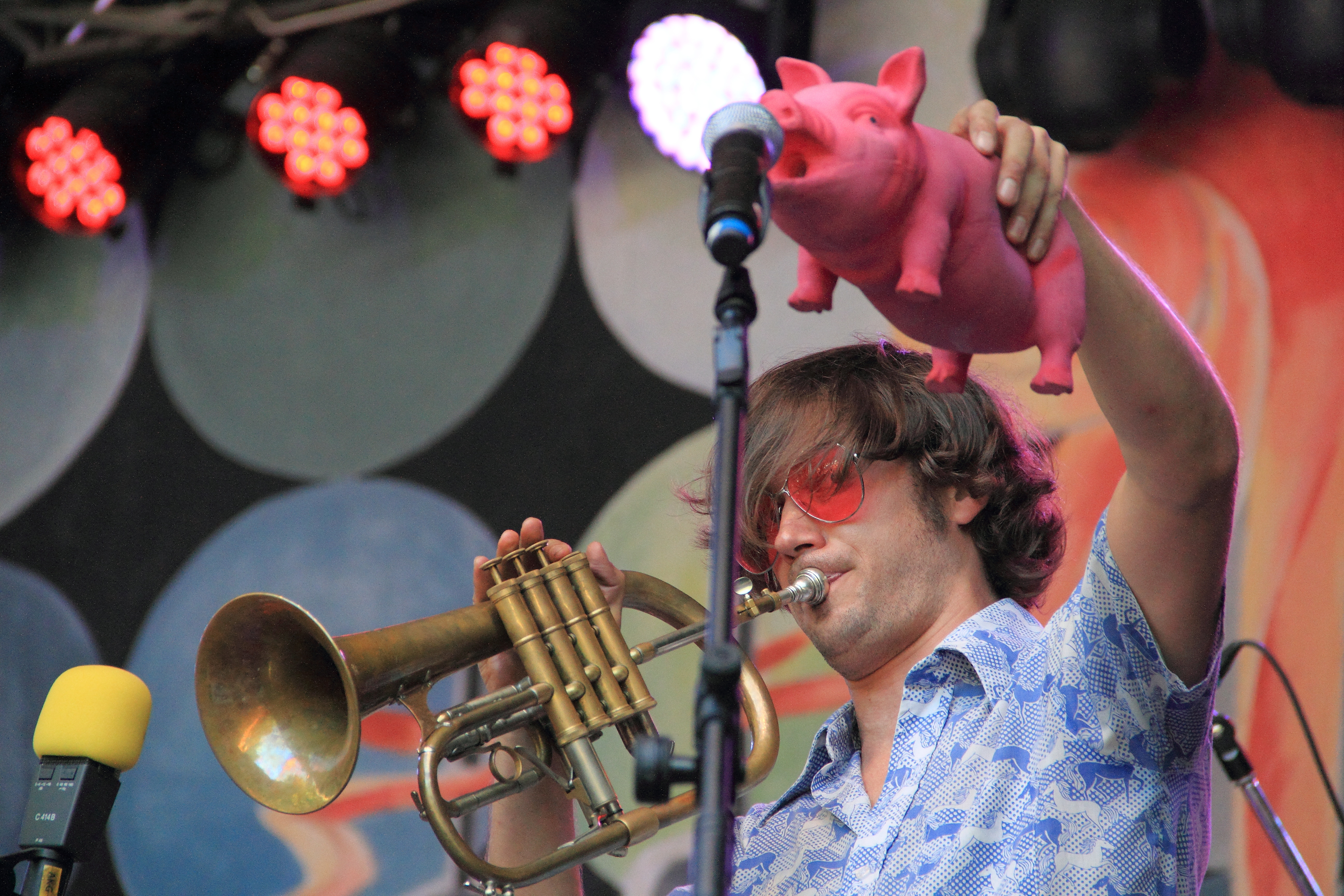
Matthias Schriefl 2016 während eines Konzertes mit einem Flügelhorn, das vier Ventile besitzt und damit in der Tiefe weiter ausgebaut ist
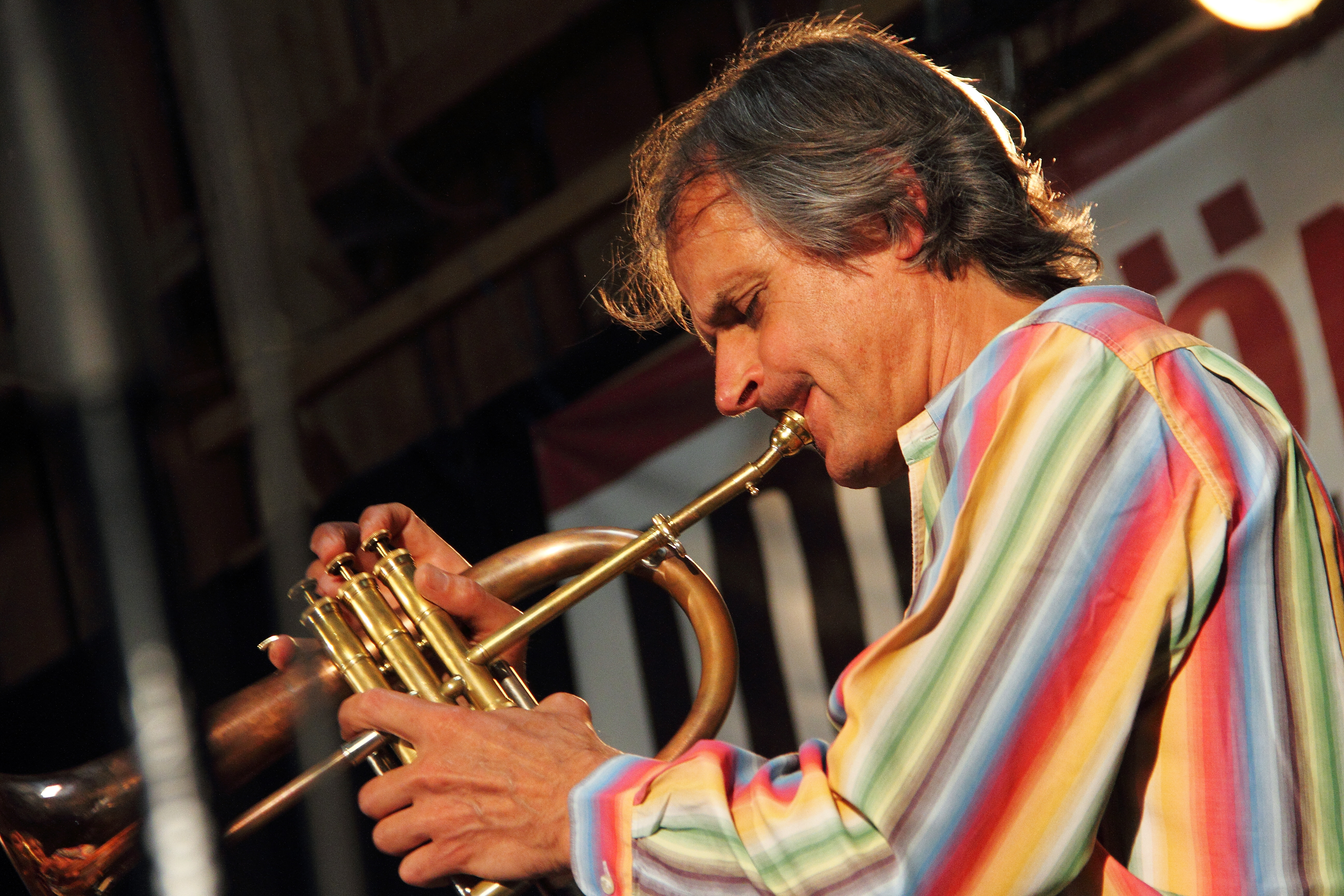
Markus Stockhausen 2017 am Flügelhorn. Der Schallbecher aus Kupfer, der an seinem rötlichen Farbton zu erkennen ist, bewirkt einen besonders warmen, dunklen und weichen Klang
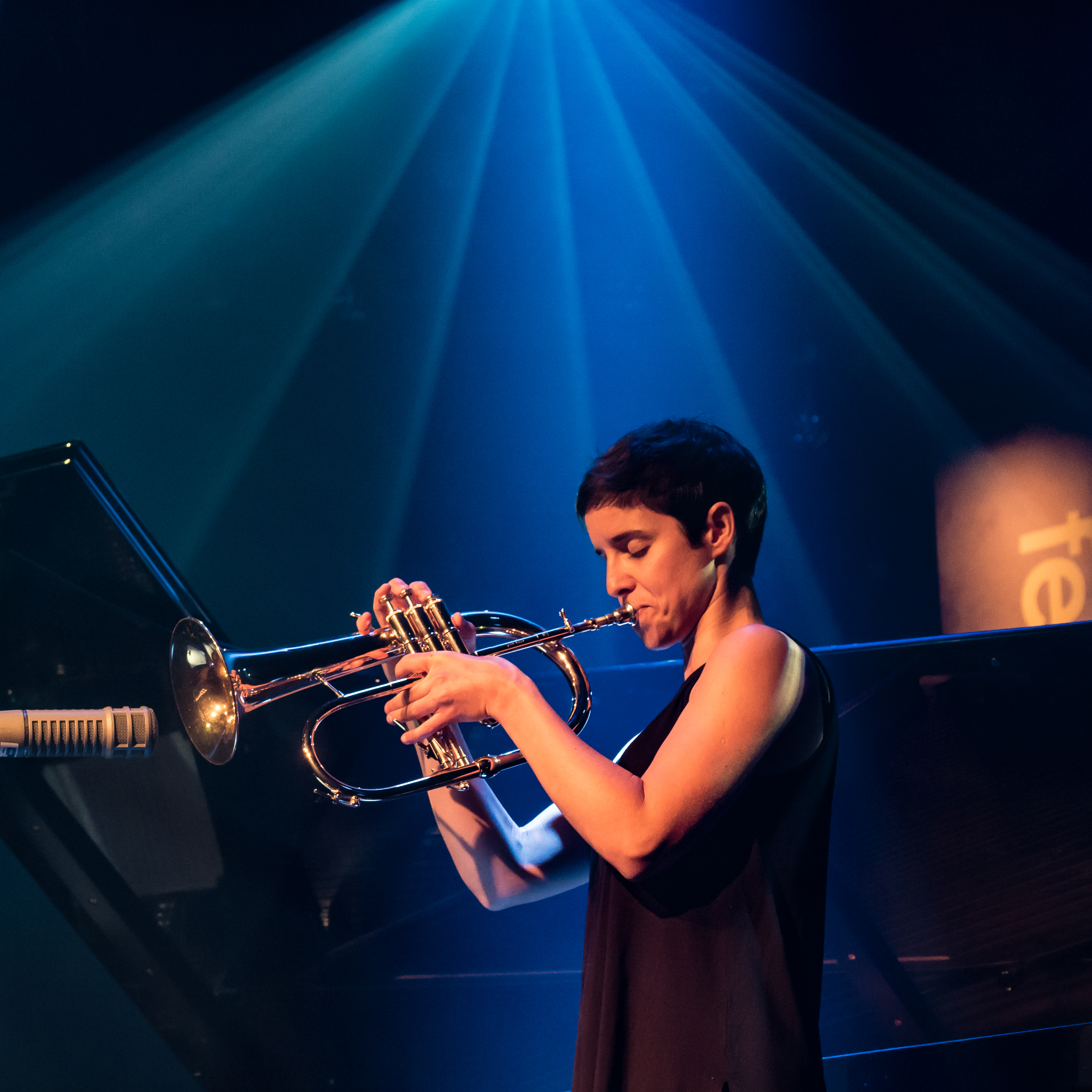
Susana Santos Silva – hier bei einem Konzert 2016 – spielt ein Flügelhorn moderner Bauart mit Périnet-Ventilen, Wasserklappe und Trigger